# Wilhelm Kaan

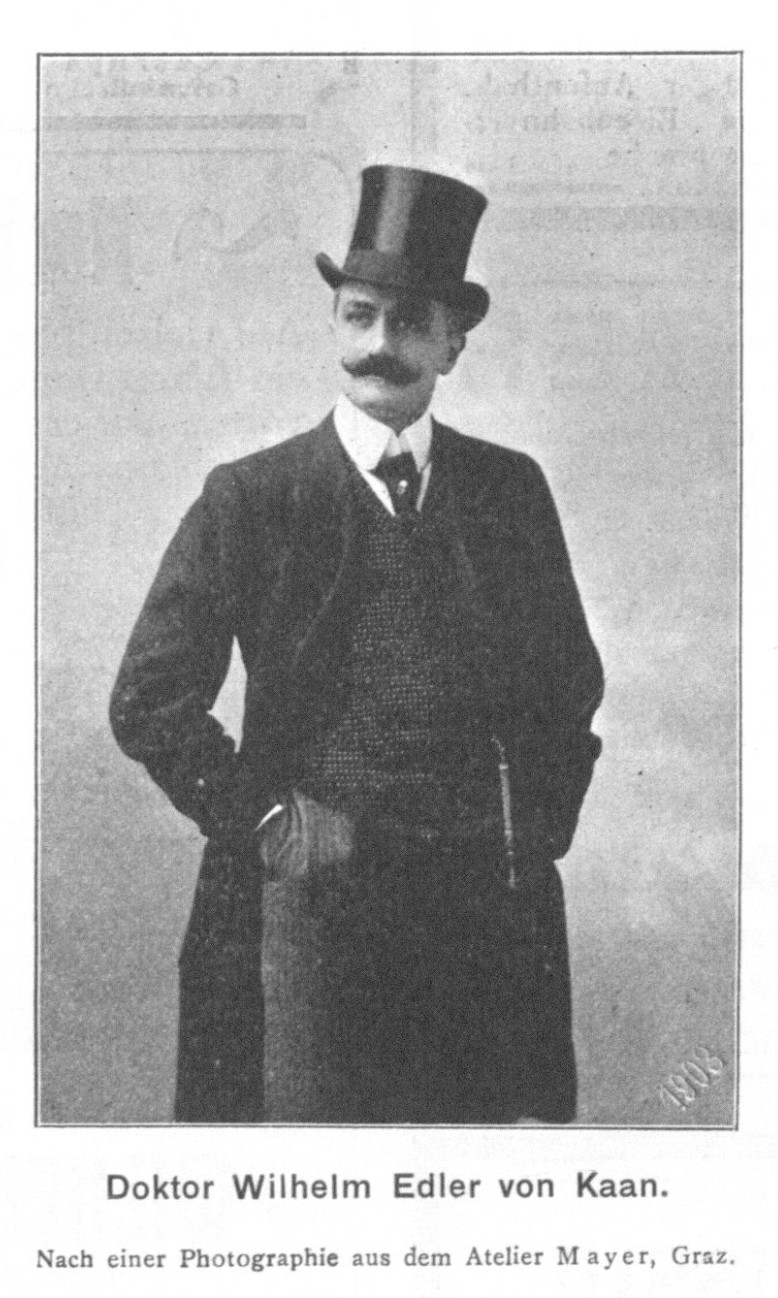
Wilhelm (von) Kaan im Jahre 1903

Wilhelm Kaan (* 23. August 1865 in Weinhaus bei Wien; † 29. April 1945 in Graz-Ragnitz; bis 1919 Edler Ritter von Kaan) war ein österreichischer Rechtsanwalt und Politiker. Von 6. November 1918 bis 27. Mai 1919 war er der erste Landeshauptmann der Steiermark in der Ersten Republik. Als solcher war er gleichzeitig Vorsitzender der Provisorischen Landesversammlung.

## Biografie
Kaan stammte aus einer um 1800 konvertierten jüdischen Familie (Kohen). Er war der Sohn eines 1872 als Edler Ritter von Kaan in den Adelsstand erhobenen k.k. Obersten. Er absolvierte ein Jusstudium an der Karl-Franzens-Universität und war seit 1884 Mitglied der Burschenschaft Arminia Graz. Nach seiner Promotion im Jahr 1890 übte Kaan in Graz den Anwaltsberuf aus und gründete 1897 eine noch heute bestehende Rechtsanwaltskanzlei (heute Kaan Cronenberg & Partner). Als Rechtsanwalt galt er österreichweit als Kapazität auf dem Gebiet des Wasserrechts, das in Zeiten des intensiven Ausbaus der Wasserkraft-Nutzung besondere wirtschaftliche und politische Bedeutung hatte.
Kaan war Mitglied der Deutschfreiheitlichen Partei, ab 1905 Gemeinderat in Graz und ab 1908 steirischer Landtagsabgeordneter. Bei den ersten Landtagswahlen in der Steiermark am 11. Mai 1919 erreichte die Christlichsoziale Partei die meisten Mandate und Kaan wurde von Anton Rintelen am 27. Mai als Landeshauptmann abgelöst.
Er ist auf dem St.-Leonhard-Friedhof in Graz beigesetzt.
Sein Neffe Richard Kaan war für die ÖVP zwischen 1965 und 1969 Präsident des Steiermärkischen Landtages.